# Piotr Wojciech Kotlarz
Piotr Wojciech Kotlarz (ur. 23 sierpnia 1951 w Gdańsku) – polski pisarz, dramaturg, historyk, literaturoznawca, historiozof i publicysta, autor tekstów piosenek.

## Życiorys
Studiował na Katolickim Uniwersytecie Lubelskim (3 lata) i Uniwersytecie Gdańskim, który ukończył w 1976. Napisał pracę Teatr szkolny w Drugiej Rzeczypospolitej (1918–1939). Koncepcje, działalność, znaczenie i uzyskał doktorat z nauk filologicznych 26 listopada 2013 na Uniwersytecie Wrocławskim. Członek Związku Literatów Polskich, Stowarzyszenia Dziennikarzy Rzeczypospolitej Polskiej, Gdańskiego Towarzystwa Przyjaciół Sztuki, Gdańskiego Towarzystwa Naukowego oraz ZAiKS (Sekcja Autorów Utworów Literackich Małych Form „D”).  Wydawał i redagował pisma: „Socjaldemokrata Gdański”, „Robotnik”, „Realia” i „Autograf” (wspólnie z Andrzejem Waśkiewiczem). Od 2014 r. jest wydawcą i redaktorem naczelnym pisma internetowego „Wobec”.
W latach 1981–2004 pracował jako nauczyciel historii i wiedzy o społeczeństwie w szkołach w Gdańsku (głównie w liceach).
Jest animatorem życia kulturalnego Gdańska. Był wiceprezesem KSW ŻAK (2 lata), wiceprezesem Gdańskiego Towarzystwa Przyjaciół Sztuki, prezesem Gdańskiego Stowarzyszenia Twórców i Animatorów Kultury.  Organizator i przewodniczący jury ogólnopolskiego Konkursu dla młodzieży (do 26 lat) na opowiadanie im. Bolesława Prusa (I edycja 2016, II edycja 2017/2018, III edycja 2019/2020, IV edycja 2020/2021, V edycja 2021/2022), VI edycja 2022/2023, VII edycja 2023/2024).  Organizator i przewodniczący jury ogólnopolskiego Konkursu im. Lucjusza Komarnickiego na szkolne przedstawienie teatralne (I edycja 2021/2022, II edycja 2022/2023). W 1997 roku był organizatorem i uczestnikiem sesji naukowej „Miejsce Gdańska w procesie powstawania narodowego państwa polskiego” (w Muzeum Archeologicznym w Gdańsku). Pokłosiem sesji jest książka Rozmyślania  gdańskie. Autor scenariusza i współorganizator przedstawienia teatru tańca „Życie za życiem” z okazji 31. rocznicy powstania NSZZ „Solidarność” (sala koncertowa Akademii Muzycznej, Gdańsk 2011)oraz pomysłodawca, organizator i autor tekstów piosenek koncertu „Życie za życiem” z okazji 40. rocznicy „Solidarności” (sala koncertowa Akademii Muzycznej, Gdańsk 2020). Pomysłodawca i organizator koncertu „Wolność jest w nas” z okazji 41 rocznicy Solidarności w Polskiej Filharmonii Bałtyckiej im. Fryderyka Chopina w Gdańsk. W czasie koncertu zaprezentowano m.in. trzy piosenki jego autorstwa z musicalu Chcemy wolności.
W swej publicystyce, jako jeden z nielicznych badaczy, w oparciu o analizy historyczne, opowiedział się za teorią (wprowadzoną jeszcze w XVIII wieku przez Benjamina Franklina), mówiącą o tym, że na zamiany klimatyczne wpływają wielkie erupcje wulkaniczne (powyżej 5-6VEI), w połączeniu z procesami lodowacenia oraz zmianami prądów oceanicznych. Zauważył też związek wulkanizmu (erupcji wulkanów podwodnych) z powodziami. Tematom tym poświęcił szereg swych artykułów oraz książki „Klimat a wulkany” oraz „Kataklizmy, które zmieniały obraz Ziemi”.
Jest jednym z pionierów (w nauce światowej) hipotezy, że na kształt i budowę skorupy ziemskiej wpłynęły przede wszystkim upadki asteroid i komet oraz erupcje wielkich wulkanów. Hipotezy te wyraził już w 2020 roku w wydanej wówczas książce „Kataklizmy, które zmieniały obraz Ziemi” (drugie, poszerzone i poprawione wydanie tej książki w 2025 roku.)
Od czasu eskalacji wojny Federacji Rosji z Ukrainą w lutym 2022 roku opublikował na łamach strony internetowej Miesięcznik WOBEC szereg artykułów poświęconych tej imperialistycznej agresji. Obnażając zbrodniczą istotę tej wojny i udowadniając, że wszelkie toczące ją strony muszą ją przegrać. Pokłosiem tej publicystyki jest książka: „Przeciw wojnie. W obronie wartości” (2024).
Propagator i twórca w zakresie teatru szkolnego. Jego historii dotyczy praca doktorska "Teatr szkolny Drugiej Rzeczypospolitej". Kotlarz jest zwolennikiem idei samodzielnego pisania i wystawiania sztuk teatralnych przez młodzież i w tym celu napisał i wydał książkę "Sztuka dramaturgii" zawierającą m.in. podręcznik pisania sztuk dramatycznych. Organizował ogólnopolskie konkursy na szkolne przedstawienia teatralne oraz propagował i propaguje ideę teatrów szkolnych na lamach internetowego miesięcznika społeczno-kulturalnego "WOBEC". 
W 2023 roku, mając 72 lata, spłynął samotnie Wisłą z Oświęcimia (od ujścia Soły) do Gdańska (ok. 950 km).
Działacz polityczny: od 1983 w PZPR (szeregowy członek), w latach 1993–1995 w SdRP (m.in. sekretarz Rady Gdańskiej), w latach 1995–2003 w PPS (m.in. dwukrotnie wiceprzewodniczący CKW PPS). Obecnie bezpartyjny. Kandydował do Parlamentu Europejskiego z Komitetu Wyborczego Partii Zieloni w 2014 roku.

## Publikacje

### Powieści
- Poszukiwania wśród szarości (1995)[24]
- Każda chwila (2002)[25]
- Opowieść o psach z widmem wojen w tle (2016, stypendium Marszałka Województwa Pomorskiego)[26]

### Opowiadania
- Gipsowe głowy (1982)[27]
- Odejście i inne opowiadania (1993)[28]
- Lata siedemdziesiąte (2020)[29]
- Wybór opowiadań (2024)[30]

### Arkusze literackie
- W drodze (1979)[31]
- Miasto i jego pisarz (1989)[32]

### Dramaty
- Trzy dramaty (2002)[33]
- Deszcz (2004, A deszcz wciąż pada – wyst. Scena kameralna PUNKT, Gdańsk 2010, reż. Beniamin Koralewski)
- Próba powrotu (Gdańsk 2010)
- Wszystko dla mas (Gdańsk 2019[34]; Miesięcznik Internetowy „Wobec” nr 1, 2014)
- Imperator (Gdańsk 2019[35]; Miesięcznik Internetowy „Wobec” nr 2, 2014; czytanie performatywne w galerii "Punkt" Gdańskiego Towarzystwa Przyjaciół Sztuki (GTPS) 2019[36])
- Człowiek z szafy (Monodram. Prapremiera GTPS Gdańsk 6 sierpnia 2013, reżyseria: Beniamin Koralewski, aktor: Ryszard Jasiński[37])
- Drogi mi się zagubiły (Monodram o Mieczysławie Czychowskim. Wystąpił: Jerzy Zarański. Prapremiera: GTPS Gdańsk 11 lutego 2016[38])[39][40]
- Dramaty i monodramy (W tomie m.in. „Imperator”, „Wszystko dla mas”, „Polowanie na bażanty”; wydawnictwo ARTLINE Gdańsk 2016[41])

### Scenariusze filmowe
- Tylko taniec (wspólnie ze Stefanem Chazbijewiczem-Juszeńskim, 2004)[42]
- Dotknięcia strun życia (2009)
- Znaleźć sens (wspólnie z Jarosławem Pudlisem, 2010)

### Libretta
- Życie za życiem (muzyka Cezary Paszkowski, 2011; wyst. Sala koncertowa Akademii Muzycznej w Gdańsku, 2011; choreografia Anna Baranowska i Agnieszka Humięcka)
- Odrzućmy Maski zła (2006)[43] - muzyka: symfonia Piotr Słopecki (ZAIKS, 2015)

### Piosenki
- 51 piosenek i Musical (Gdańsk/Łęgowo 2018)

### Prace naukowe
- Dostrzec sens dziejów (1998, drugie wydanie, poszerzone 2009)[44]
- Sztuka dramaturgii (2004)[45]
- Historia dramaturgii (2006[46], wydanie drugie, poszerzone - E-bookowo.pl 2016)[47]
- Polskie dzieje dramatu (2010)
- Teatr szkolny w Drugiej Rzeczypospolitej (2014, wydanie drugie, e-book, Fundacja Kultury WOBEC, 2018, e-bookowo.pl 2022[48])
- Historia polskiej dramaturgii (E-bookowo.pl 2016)[49]
- Narodziny cywilizacji (e-book, Fundacja Kultury WOBEC, 2018, e-bookowo.pl 2022[50])
- Danton, Robespierre (esej, Fundacja Kultury WOBEC[51], 2019)[52]
- Kataklizmy, które zmieniały obraz Ziemi (e-book, Fundacja Kultury WOBEC 2020; e-bookowo.pl 2021)[53]
- Początki państwowości (e-book, Fundacja Kultury WOBEC, 2020, e-bookowo.pl 2022)[54]

Jest także współautorem dzieł: Filozofia polityki wobec literackich i artystycznych inspiracji / pod red. Marii Szyszkowskiej (1996); Rozmyślania Gdańskie (1998); Dzieje drukarstwa w Gdańsku [w:] 40-lecie Zespołu Szkół Poligraficznych i Ogólnokształcących im. Jana Heweliusza, Gdańsk 2000.
Publicystyka
Klimat a wulkany (e-book. Fundacja Kultury WOBEC, e-bookowo.pl 2022)
Przeciw wojnie. W obronie wartości (Fundacja Kultury "WOBEC" 2024)

## Nagrody
- Nagroda Gdańskiego Towarzystwa Przyjaciół Sztuki za powieść Poszukiwania wśród szarości (1995)[59]
- Nagroda Prezydenta Miasta Gdańska w Dziedzinie Kultury z okazji jubileuszu 50-lecia Gdańskiego Towarzystwa Przyjaciół Sztuki (2008)[60]
- Nagroda Gdańskiego Towarzystwa Przyjaciół Sztuki za całokształt twórczości literackiej i naukowej w szczególności za esej Dostrzec sens dziejów (2010)
- Medal GTPS z okazji 90-lecia GTPNiS (2013)
- Nagroda Prezydenta Miasta Gdańska w Dziedzinie Kultury z okazji jubileuszu 40-lecia pracy naukowej, artystycznej i dziennikarskiej (2019)[60]
- Nagroda specjalna Marszałka Województwa Pomorskiego za wybitne zasługi w dziedzinie twórczości artystycznej oraz upowszechniania i ochrony kultury na rzecz mieszkańców województwa pomorskiego (2019)
- Nagroda Ministra Kultury i Dziedzictwa Narodowego z okazji 40-lecia pracy artystycznej (2020)
- Nagroda Prezydenta Miasta Gdańska w Dziedzinie Kultury z okazji 45-lecia pracy twórczej (2024)[61]